# Trachypogon
Trachypogon là một chi thực vật có hoa trong họ Hòa thảo (Poaceae).

## Loài
Chi Trachypogon gồm các loài:
- Trachypogon agrostoides
- Trachypogon angustifolius E. Fourn. ex Hemsl.
- Trachypogon argenteus
- Trachypogon avenaceus
- Trachypogon canescens
- Trachypogon capensis
- Trachypogon chevalieri (Stapf) Jacq.-Fél.
- Trachypogon dactyloides
- Trachypogon densus
- Trachypogon dissolutus
- Trachypogon durus
- Trachypogon fasciculatus
- Trachypogon filifolius
- Trachypogon glaucescens
- Trachypogon gouini
- Trachypogon gracilis
- Trachypogon hirtus
- Trachypogon involutus
- Trachypogon karwinskyi
- Trachypogon laguroides
- Trachypogon ledermannii
- Trachypogon ligularis
- Trachypogon macroglossus Trin.
- Trachypogon mayaensis
- Trachypogon mayaënsis
- Trachypogon micans
- Trachypogon minarum
- Trachypogon mollis
- Trachypogon montufari
  - Trachypogon montufari var. bolivianus
  - Trachypogon montufari var. mollis
- Trachypogon muelleri
- Trachypogon palmeri
- Trachypogon parviflorus
- Trachypogon planifolius
- Trachypogon plumosus
  - Trachypogon plumosus var. secundus
- Trachypogon polymorphus
  - Trachypogon polymorphus var. boliviana (syn. T. polymorphus var. bolivianus)
  - Trachypogon polymorphus var. canescens
  - Trachypogon polymorphus var. filifolius
  - Trachypogon polymorphus var. gouini
  - Trachypogon polymorphus var. karwinskyi
  - Trachypogon polymorphus var. macroglossus
  - Trachypogon polymorphus var. montufari
  - Trachypogon polymorphus var. plumosus
  - Trachypogon polymorphus var. vestitus
- Trachypogon preslei
- Trachypogon pubescens
- Trachypogon ramosus
- Trachypogon renvoizei
- Trachypogon rigidifolius
- Trachypogon rufus
- Trachypogon scaberrimus
- Trachypogon schoenanthus
- Trachypogon scrobiculatus
- Trachypogon secundum
- Trachypogon secundus
- Trachypogon spicatus (L.f.) Kuntze
- Trachypogon stenophyllus
- Trachypogon stipoides
- Trachypogon thollonii
- Trachypogon truncatus
- Trachypogon vestitus Andersson
- Trachypogon violaceus